# Paulínia
Paulínia je město v Brazílii, ve státu São Paulo. Město má 83 544 obyvatel (údaj z roku 2008) a rozkládá se na 139 km².